# اورورا (سانتا کاتارینا)
اورورا (به پرتغالی: Aurora) یک منطقهٔ مسکونی در برزیل است که در سانتا کاتارینا واقع شده‌است. اورورا ۵٬۶۸۳ نفر جمعیت دارد.